# Vivi Lund Møller
Vivi Lund Møller er en dansk sejlsportskvinde.
Vivi Lund Møller blev verdensmester i matchrace, som 2015 blev sejlet i Lillebælt ud for Middelfart. Hun var egentlig kun med som frivillig ved stævnet, men da gasten Josephine Nissen på Lotte Meldgaard Pedersens båd blev skadet i de indledende sejladser, kom Vivi Lund Møller med som reserve. Besætningen bestod desuden af Anne Sofie Munk-Hansen, Tina Schmidt Gramkov, Nina Grunow. Vivi Lund Møller har tidligere sejlet sammen med besætning fra 2007 til 2013.
Vivi Lund Møller er er uddannet lærer, hvor hun hovedsagligt har arbejdet i fri- og efterskole verden. Hun er leder i den lokale sejlklub i Strib.